# Madona Contarini (Bellini)
A Madona Contarini (em italiano: Madonna Contarini) é uma pintura a óleo do mestre renascentista italiano Giovanni Bellini, datada de c. 1475-1480 atualmente na Accademia, em Veneza.
Madona (do italiano Madonna, em português "Nossa Senhora" ou "Virgem com o Menino") é a representação artística da Virgem Maria, mãe de Jesus, em pinturas e esculturas (iconografia) na arte cristã. É um tema tradicional, muitíssimo repetitivo, onde as obras representam sempre e Virgem Maria com seu filho Jesus,